# Changan Raeton

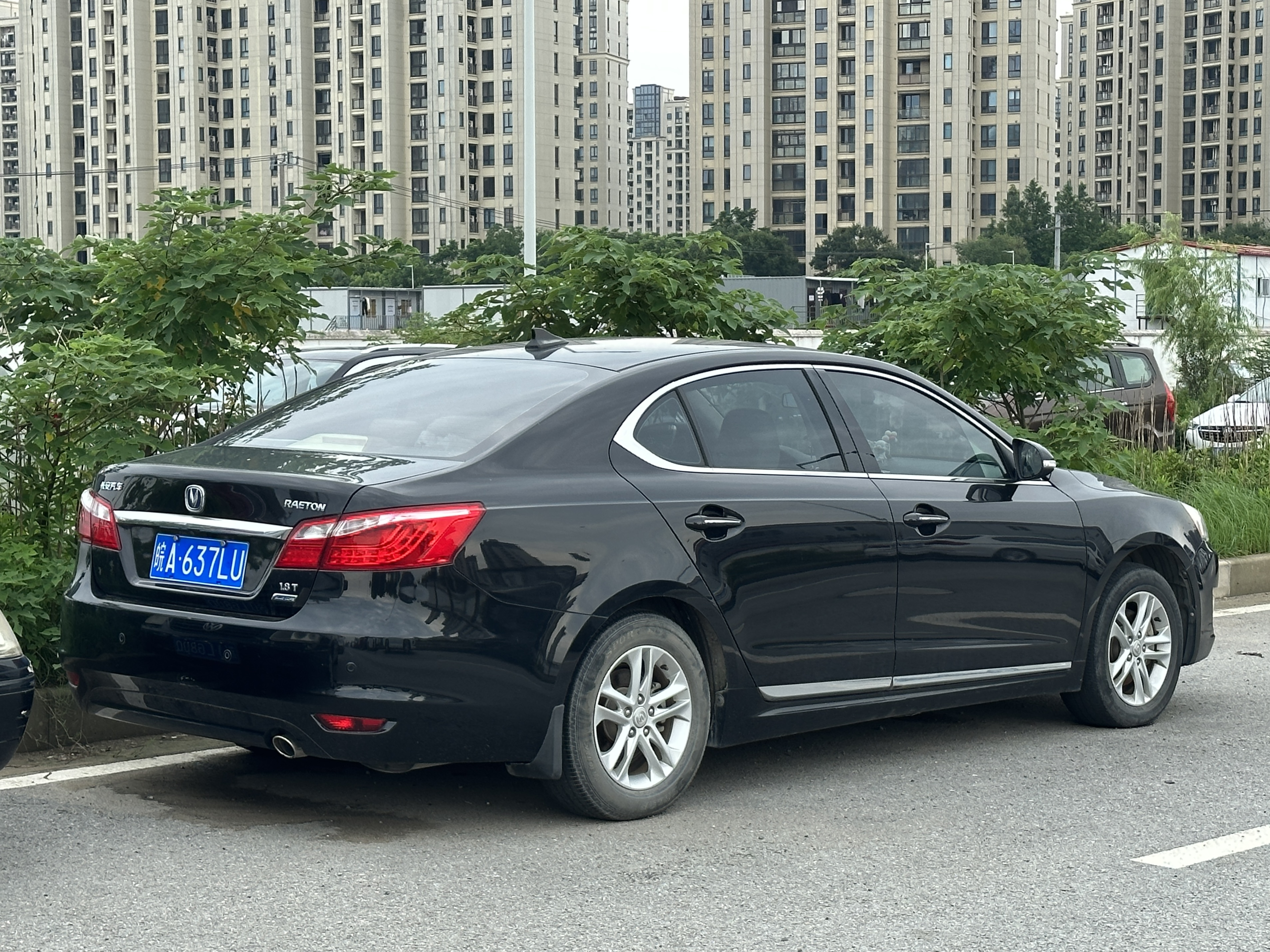
Heckansicht

Der Changan Raeton ist eine zwischen 2013 und 2019 gebaute Limousine des chinesischen Automobilherstellers Chongqing Changan Automobile Company der Marke Changan.

## Geschichte
Das Fahrzeug debütierte als Konzeptfahrzeug CD101 auf der Shanghai Auto Show 2009, das Serienfahrzeug zeigte Changan auf der Beijing Auto Show 2012. Am 1. Dezember 2012 startete die Produktion in Fangshan, am 16. April 2013 kam der Raeton in den Handel. Das Fahrzeug basiert auf der sechsten Generation des Toyota Camry. Auf dem deutschen Markt wird das Fahrzeug im Gegensatz zum russischen oder südamerikanischen Markt nicht angeboten.

## Technische Daten
Zum Marktstart standen zunächst zwei Ottomotoren zur Auswahl. 2017 wurden sie von einem aufgeladenen 1,5-Liter-Ottomotor ersetzt.
|                                            | 1.5T                       | 1.8T                       | 2.0                           |
| ------------------------------------------ | -------------------------- | -------------------------- | ----------------------------- |
| Bauzeitraum                                | 09/2017–06/2019            | 04/2013–09/2017            | 04/2013–09/2017               |
| Motorkenndaten                             |                            |                            |                               |
| Motortyp                                   | R4-Ottomotor               | R4-Ottomotor               | R4-Ottomotor                  |
| Motoraufladung                             | Turbolader                 | Turbolader                 | —                             |
| Hubraum                                    | 1499 cm³                   | 1798 cm³                   | k. A.                         |
| max. Leistung bei min−1                    | 125 kW (170 PS) / 5500     | 130 kW (177 PS) / 5500     | 116 kW (158 PS) / 6000        |
| max. Drehmoment bei min−1                  | 230 Nm / 1950–4500         | 230 Nm / 1700–5000         | 200 Nm / 4000–4500            |
| Kraftübertragung                           |                            |                            |                               |
| Antrieb                                    | Vorderradantrieb           | Vorderradantrieb           | Vorderradantrieb              |
| Getriebe, serienmäßig                      | 6-Stufen-Automatikgetriebe | 6-Stufen-Automatikgetriebe | 6-Gang-Schaltgetriebe         |
| Getriebe, optional                         | —                          | —                          | [6-Stufen-Automatikgetriebe]  |
| Messwerte                                  |                            |                            |                               |
| Höchstgeschwindigkeit                      | 200 km/h                   | 210 km/h                   | 205 km/h [200 km/h]           |
| Beschleunigung, 0–100 km/h                 | k. A.                      | 10,9 s                     | k. A.                         |
| Kraftstoffverbrauch auf 100 km, kombiniert | 7,6 l Super                | 8,4–8,9 l Super            | 8,4–8,6 l Super [8,0 l Super] |
| Leergewicht                                | 1595 kg                    | 1595 kg                    | 1545 kg [1565 kg]             |
| Tankinhalt                                 | 65 l                       | 65 l                       | 65 l                          |

Werte in eckigen Klammern gelten für Modelle mit optionalem Getriebe.